# SN 2005jb
SN 2005jb – supernowa typu Ia odkryta 23 października 2005 roku w galaktyce A223603-0022. W momencie odkrycia miała maksymalną jasność 22,60m.